# Perrottetia arisanensis
Perrottetia arisanensis är en tvåhjärtbladig växtart som beskrevs av Bunzo Hayata. Perrottetia arisanensis ingår i släktet Perrottetia och familjen Dipentodontaceae. Inga underarter finns listade.